# Yevgueni Feinberg
Yevgueni Lvovich Feinberg (en ruso: Евгений Львович Фейнберг, 27 de junio de 1912 - 10 de diciembre de 2005) fue un físico soviético reconocido por sus contribuciones a la física teórica.
Era hijo de un médico, nacido en Bakú, y se trasladó a Moscú en 1918, donde se graduó en la Universidad Estatal de Moscú como físico teórico en 1935. Investigó en el Instituto de Física Lebedev en Troitsk, Óblast de Moscú desde 1938, donde publicó más de cien trabajos en su campo.  Feinberg estudió radiofísica (propagación de ondas), acústica estadística, neutrones, rayos cósmicos y física de partículas. En sus primeros años estudió la desintegración beta de átomos ionizados (1939), los procesos coherentes inelásticos (1941) y los procesos de difracción inelástica (1954).
Feinberg dirigió los grupos de investigación sobre interacción de partículas de alta energía entre 1952 y 1978. Fue profesor invitado en la Universidad Estatal de Nizhny Nóvgorod de 1944 a 1946 y profesor en su antigua escuela, el Instituto de Ingeniería Física de Moscú de 1946 a 1954, que más tarde se convirtió en el Instituto de Física y Tecnología de Moscú.

## Premios
- Miembro de la Academia de Ciencias de Rusia
- Premio Pomeranchuk 2000 por sus estudios sobre la inelasticidad de hadrones en colisión [2]

## Publicaciones
- Sobre la propagación de ondas de radio a lo largo de una superficie imperfecta, J. Phys, vol. 9, págs. 317–330, 1944
- Sobre la producción difractiva externa de partículas en colisiones nucleares (1953), con Isaak Pomeranchuk
- Propagación de ondas de radio a lo largo de la superficie terrestre (1961)
- Producción directa de fotones y dileptones en producción de hadrones múltiples (1976)
- Cúmulos de hadrones y partículas a medio vestir en la teoría cuántica de campos (1980)
- Arte en un mundo dominado por la ciencia (Gordon & Breach, 1987)
- Físicos. Época y personalidades (Científico Mundial, 2011)